# 로즈 록 인터내셔널 파이낸스 센터
로즈 록 인터내셔널 파이낸스 센터는 중국 톈진에 제안된 마천루이다.